# Godemir
Godemir (oder Godimir) war zwischen 969 und 995 der zweite Ban des mittelalterlichen Königreiches Kroatien.
Er soll laut einer Urkunde von 1068 den Königen Mihajlo Krešimir II. und Stjepan Držislav gedient haben.
Nach der Chronik des Archidiakon Goricensis Johannes wurde er von einem gewissen König Krešimir in seine Position gebracht, doch ist es unklar, ob der Chronist hier nicht zwei verschiedene Herrscher vermengt.
Außerdem wird er in einer weiteren, 1028 datierten Urkunde erwähnt, die dem Kloster St. Krševan eine Zuwendung seiner Schwester Helenica gewährt.